# 热雷米·阿祖
热雷米·阿祖（法語：Jérémie Azou，1989年4月2日—），法国男子赛艇运动员。他曾代表法国参加2012年和2016年夏季奥林匹克运动会赛艇比赛，其中2016年奥运会获得一枚金牌。